# Hartford Union Station
Hartford Union Station – stacja kolejowa w Hartford, w stanie Connecticut, w Stanach Zjednoczonych. Znajdują się tu 2 perony.